# Демидовский сельский совет (Херсонская область)
Демидовский сельский совет (укр. Демидівська сільська рада) — входит в состав
Великолепетихского района
Херсонской области
Украины.
Административный центр сельского совета находится в 
с. Демидовка
.

## Населённые пункты совета
- с. Демидовка
- с. Запорожье